# I conquistatori dello spazio
I conquistatori dello spazio è una serie a fumetti italiana di fantascienza e avventura sceneggiata da Gianluigi Bonelli e illustrata da Raffaele Paparella, cui subentrò successivamente Nico Lubatti. La serie fu pubblicata a puntate su L'Audace dal nº 338 (18 marzo 1941) al nº 385 (12 febbraio 1942).
Il tono avventuroso, debitore di Flash Gordon, mescola elementi fantastici e tecnologia futuribile ambientati sulla Terra.

## Trama
L'avventuriero Claudio Reni guida una spedizione sull'Himalaya alla ricerca di civiltà perdute e di una potente arma energetica. Durante il viaggio affronta ciclopi, «uomini verdi», raggi della morte e l'organizzazione segreta dei Falchi Grigi guidata dal malvagio Tao.

## Personaggi
Claudio ReniEsploratore italiano protagonista.
TaoCapo dei Falchi Grigi, principale antagonista.

## Pubblicazione
La serie, articolata in 48 tavole, apparve su L'Audace dal nº 338 (18 marzo 1941) al nº 385 (12 febbraio 1942).
Una selezione venne ristampata in Albo d'Oro Audace nº 8 (novembre 1943). Nel 1974 l'opera fu riproposta in I Grandi Fumetti Audace nº 3, con tavole rimontate.

## Critica
I conquistatori dello spazio è considerata una delle prime opere fantascientifiche del fumetto italiano e un punto di passaggio dal fumetto avventuroso classico alle narrazioni fantascientifiche moderne. L'ambientazione terrestre, anziché cosmica, rappresenta una precoce commistione fra Mondo perduto, spionaggio e scienza immaginaria. Il tono avventuroso, debitore di Flash Gordon, mescola elementi fantastici e tecnologia futuribile ambientati sulla Terra.